# Lukova bolnica
Lukova bolnica je bila partizanska bolnišnica blizu kraja Kolovec. Tako so jo poimenovali domačini po ustanovitelju Jožetu Piršu Luku. Uradno se je imenovala Triglav.
Danes na kraju bolnišnice stoji maketa, vsako leto pa je ob njej slovesnost na tragične dni, ko so maja 1944 nacisti bolnišnico odkrilili, ranjence pa zajeli in pobili. 